# Carlos Irarrázaval
Carlos Eugenio Irarrázaval Errázuriz (ur. 7 kwietnia 1966 w Santiago) – chilijski duchowny rzymskokatolicki, mianowany biskup pomocniczym Santiago de Chile w 2019, zrezygnował z przyjęcia sakry biskupiej.

## Życiorys
Święcenia kapłańskie otrzymał 18 maja 1996.
22 maja 2019 papież Franciszek mianował go biskupem pomocniczym archidiecezji Santiago de Chile ze stolicą tytularną Tanudaia. 25 dni po nominacji złożył rezygnacje z urzędu jeszcze przed przyjęciem sakry biskupiej.